# Ждакаев, Григорий Тимофеевич
Григорий Тимофеевич Ждакаев (15 апреля 1922 Абакан, Республика Хакасия — 21 сентября 1977 Красноярск, РСФСР, СССР) — участник Великой Отечественной войны. Полный кавалер ордена Славы.

## Биография
Родился 15 апреля 1922 в Абакане в рабочей семье. После окончания 2 классов школы, работал на МТС.
С июля 1941 в Красной Армии. В боях начал участвовать с февраля 1943. В мае 1943 тяжело ранен.
В период с 15 по 20 мая 1944 лично снял 25 вражеских мин. В июне 1944 награждён медалью «За отвагу».
16—23 марта 1943 возле Проскурова (Украинская Советская Социалистическая Республика), участвовал в установке 10 минных полей. 24 апреля 1944 награждён орденом Славы 3-й степени.
В июле 1944, во время боёв в Ивано-Франковской области установил 970 мин и проделал 4 прохода в минных полях. 15 сентября 1944 награждён орденом Славы 2-й степени.
В период с 21 ноября по 19 декабря 1944 установил 534 мины и проделал 14 проходов в минных полях. За этот период лично уничтожил 50 солдат противника. 24 марта 1945 награждён орденом Славы 1-й степени.
Демобилизован в декабре 1945. После войны жил в Красноярске. Умер 21 сентября 1977 года.

## Награды
Григорий Тимофеевич Ждакаев был награждён следующими наградами:
- Орден Славы I степени (24 марта 1945; № 65);
- Орден Славы II степени (15 сентября 1944; № 4346);
- Орден Славы III степени (24 апреля 1944; № 43624);
- 2 медали «За отвагу» (22 января 1944; ?);
- также ряд других медалей.